# MSG Network
Madison Square Garden Network, más conocido como MSG Network o simplemente como MSG, es una cadena de TV paga estadounidense, fundada en 1995 y tiene su sede en Av. Quinta #2349 esq. Luis Crawford ; Nueva York, Estados Unidos.
Tiene los derechos televisivos exclusivos para poder transmitir en vivo en deportes importantes, incluyendo fútbol, básquetbol, fútbol americano, béisbol y hockey sobre Hielo. Además, tiene los derechos televisivos exclusivos para emitirlos en directo o en diferido los partidos del Torneo Amistoso Sub-20, Supercopa Argentina, Supercopa de Chile (en diferido, debido a que CDF y TV Chile tienen los derechos exclusivos para todo el continente americano), Copa MX, Primera B Nacional, Ligue 2, Liga Adelante, Liga ACB, WTCC y el Norteamericano de Rugby A. Anteriormente era conocido como FSN Nueva York.
- Datos: Q6717767